# Соходол (Хунедоара)
Соходол (рум. Sohodol) насеље је у Румунији у округу Хунедоара у општини Лелесе. Oпштина се налази на надморској висини од 863 m.

## Становништво
Према подацима из 2002. године у насељу је живело 35 становника, од којих су сви румунске националности.